# Calla Curman
Calla Curman, amb cognom de soltera Lundström (1850-1935), fou una escriptora feminista sueca, que va dirigir un saló, va crear la Reserva Natural de Stangehuvud i va cofundar l'associació de dones Nya Idun.

## Família
Calla Curman nasqué el 12 de novembre del 1850 a Jönköping (Suècia), filla única del ric industrial Carl Frans Lundström i la seua esposa Sofie Malmberg (1830-1897). Estudià a la seua casa. Als 17 anys es casà amb Adolf Liljenroth (1836-1874), metge, amb qui va tenir dos fills.
Uns anys després d'enviduar, els pares de Calla la portaren de viatge a Itàlia. Carl Curman, a qui havia conegut en una visita amb sa mare a Lysekil durant unes setmanes d'estiu del 1864, fou convidat a unir-se'ls com a guia de viatge. El 1877 va tornar a Lysekil, com a convidada del professor Carl Curman. A l'any següent es casaren. Ell havia treballat com a metge al balneari en Lysekil des del 1859. Amb Curman tingueren quatre fills.

## Activitat

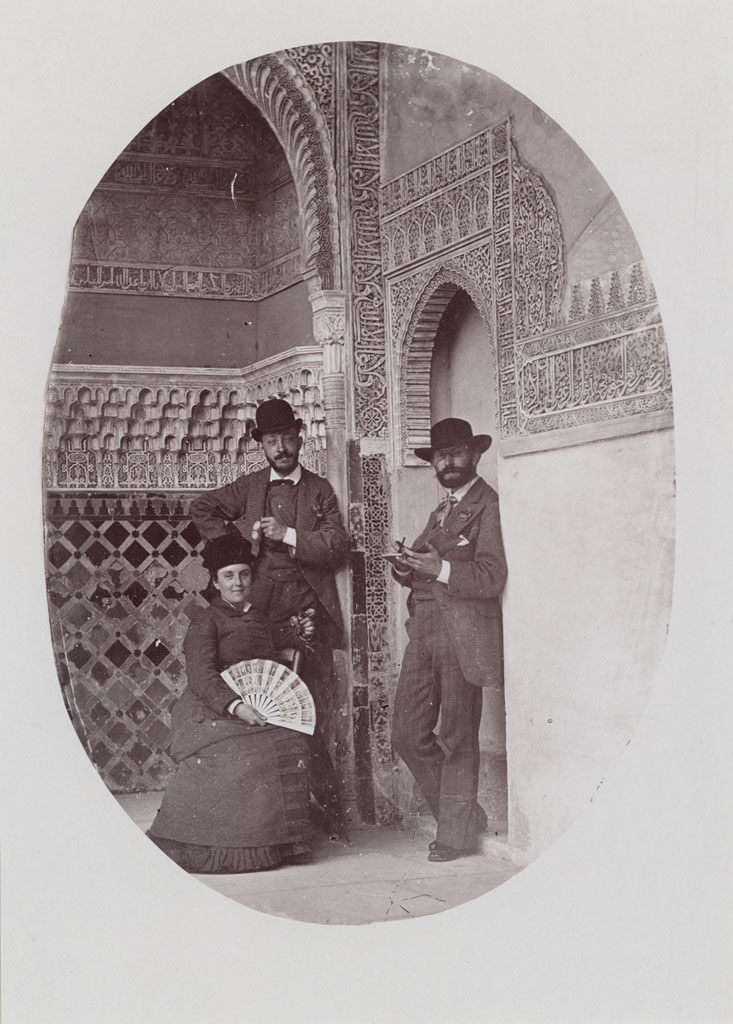
Calla Curman amb un ventall i dos desconeguts a l'Alhambra, a Granada, Andalusia (1878)

Calla Curman fundà la societat Nya Idun el 1885, juntament amb Ellen Fries, Hanna Winge, Ellen Key i Amelie Wikström. Nya Idun seguia el model de l'homòloga masculina Sällskapet Idun. Al respecte Calla va escriure: "Per què no podríem reunir-nos també les dones, independentment de les nostres diferents opinions polítiques i religioses, per a intercanviar idees sobre interessos intel·lectuals, artístics i literaris comuns?".
Calla Curman també es va implicar en els Amics de l'Artesania, fundada el 1874, en l'Associació Sueca de Reforma de la Vestimenta, en la Sala de Lectura d'Estocolm a Kungsholmen 1898-1900, en la Societat per al cant de cor, 1908-1915, i va formar part de la junta local d'Estocolm de l'Associació Nacional per a la Preservació del Suec a l'Estranger, 1918-1924. El 1928 era presidenta honorària d'aquesta darrera associació. També era pianista: va publicar el seu propi quadern de composicions el 1897. Va rebre el Quòrum Illis i la Medalla dels Amics de l'Artesania.

## Les recepcions Curman
En les dècades dels 1880 i 1890, les "recepcions Curman" a la vil·la Curman de Floragatan, a Estocolm, eren molt conegudes entre científics, artistes i escriptors. S'hi reunien molts tipus de persones per a entaular converses i debats fructífers. Se solien fer dues vetllades a la tardor i tres a l'hivern. En aquest saló van participar, entre d'altres, el poeta Carl Snoilsky, l'artista August Malmström, la matemàtica Sófia Kovalévskaia, la compositora Laura Netzel, l'escriptor Viktor Rydberg, Bjørnstjerne Bjørnson i l'escriptora Ellen Key.

## Les vil·les Curman i la reserva natural de Stångehuvud

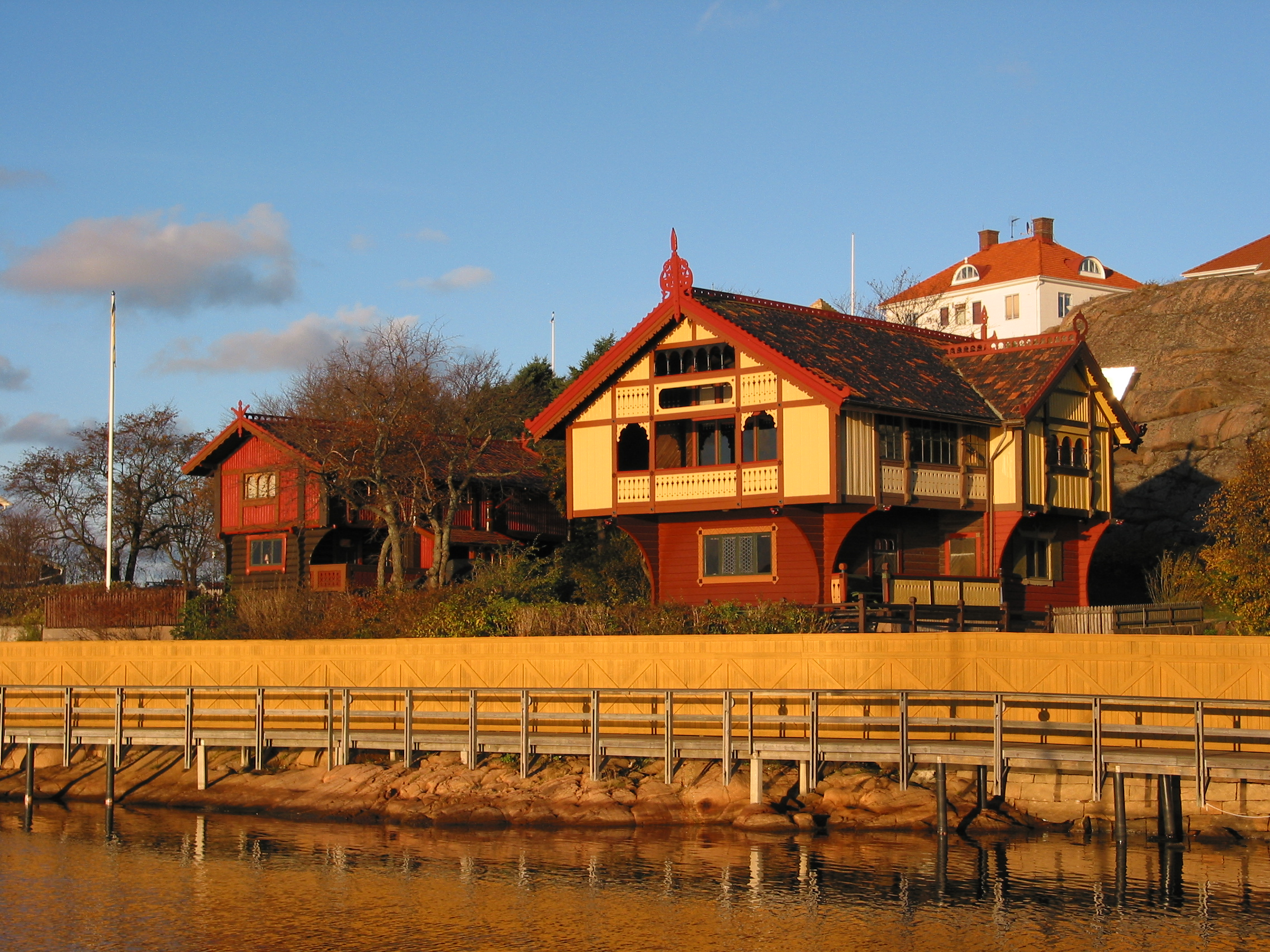
Les vil·les Curman a Lysekil

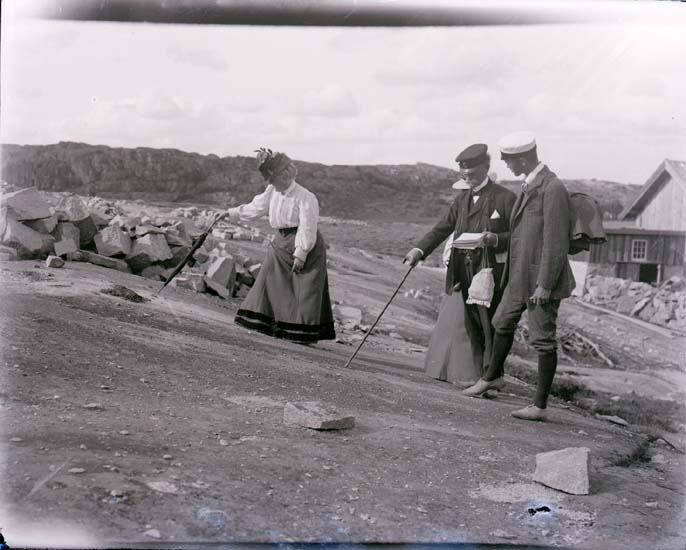
Calla Curman assenyala els petròglifs maltractats pels picapedrers a Brastad, Suècia, cap al 1907

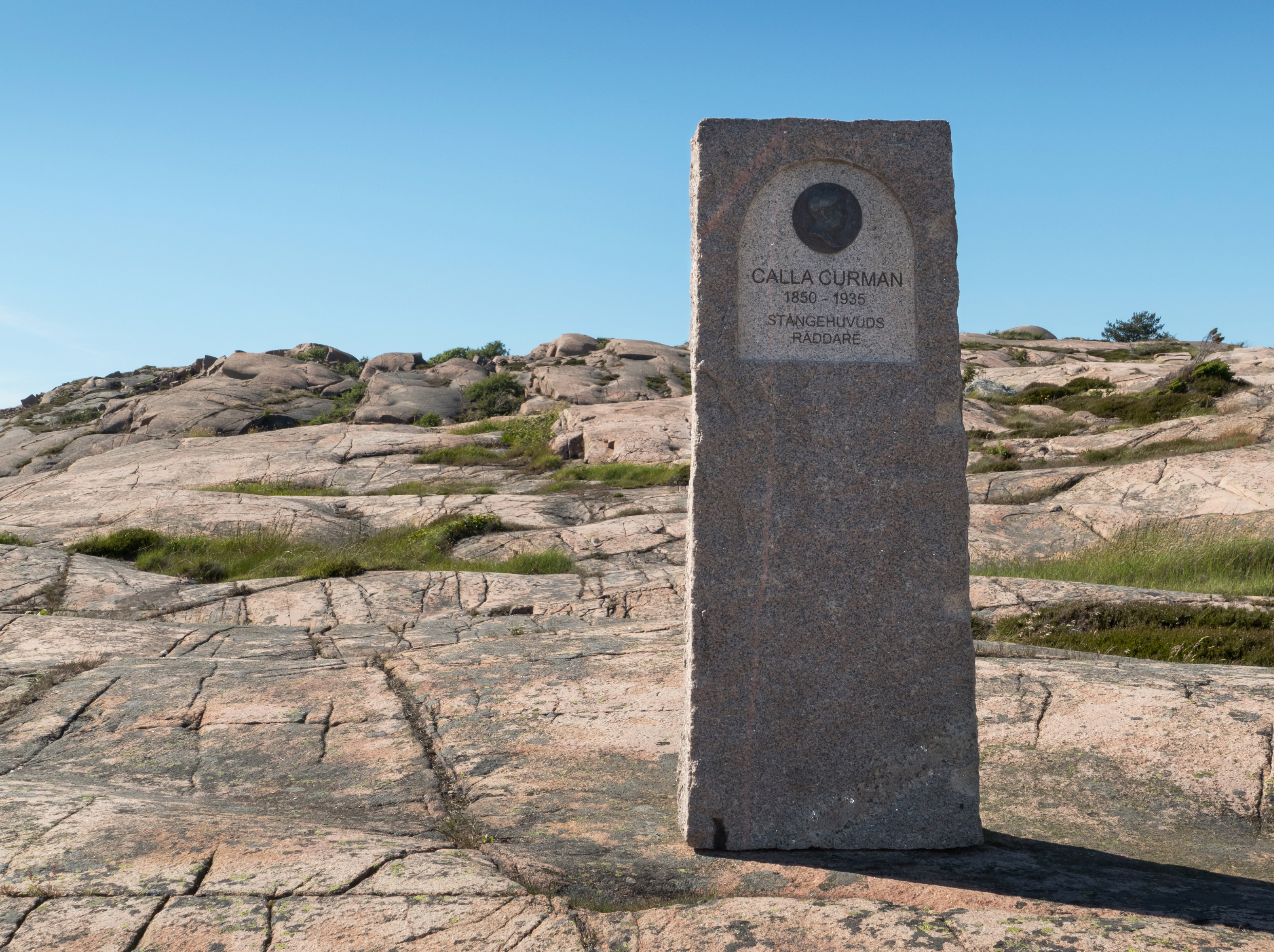
Monument a Calla Curman a Stångehuvud

El 1878-1880, els Curman van construir dues vil·les d'estil Dragestil, conegudes com a vil·les Curman, que són un tret característic del paisatge urbà de Lysekil. Tornaven a Lysekil cada estiu, i Calla passejava especialment pel Stångehuvud, a poca distància de la ciutat, on els penya-segats de granit estaven esculpits pel gel. A la dècada dels 1870, a Stångehuvud s'explotaren pedreres sense tenir en compte la natura única de la zona. Estiu rere estiu, en les darreres dècades del segle xix i primeria del XX Calla volgué detenir la destrucció de les muntanyes.
La indústria de la pedra, però, proporcionava molts llocs de treball i grans ingressos. Calla envià cartes als periòdics i als dirigents de Lysekil, en què demanava que es detingués l'extracció de pedra, sense èxit. Per a evitar la destrucció del bell paisatge de Stångehuvud, a partir del 1916, amb gran persistència i llargues negociacions amb els propietaris, començà a comprar a poc a poc un terreny darrere l'altre. El 1920 havia aconseguit comprar tota la zona, un total d'unes 18 hectàrees, amb un cost de 55.000 corones sueques. El 3 de novembre del 1925, va donar la zona a la Reial Acadèmia Sueca de Ciències amb la intenció de conservar-la per sempre. També es va crear la Fundació Carl i Calla Curman per a vigilar Stångehuvud i determinar les mesures de cura per a preservar la zona. A Stångehuvud hi ha una làpida commemorativa de la labor de Calla Curman amb la llegenda Stångehuvuds räddare (La salvadora de Stångehuvud).
Amb donacions, també feu una important contribució a Estocolm: per al Museu d'Història de Suècia i al Museu Egipci d'Estocolm, a la recerca mèdica, a una càtedra d'alemany de la Universitat d'Estocolm, al Jardí Borgià i a una escola d'agricultura.
Calla Curman va morir el 2 de febrer del 1935 a Estocolm i la soterraren a Norra begravningsplatsen.

## Obres
- Rem, Eli. Fyra sånger för en röst och piano (en suec).  Stockholm: Abr. Hirschs Förlag, 1897.
- Til en norsk Dame fra hendes svensk Veninde (en suec), 1906. OCLC 187173438.
- Bref till en norsk dam från hennes svenska väninna (en noruec).  Stockholm: Svanbäck, 1907. OCLC 186706201.
- Minnen (en suec).  Stockholm: Norstedt, 1926. OCLC 186149827.
- Minnen (en suec). New.  Stockholm: Dejavu, 2012. ISBN 9789174514056.
- I landsflykt: berättelse (en suec). 94.  Stockholm: Idun, 1931 (Iduns romanbibliotek). OCLC 187173431.